# Тарханкутский (природный парк)
«Тарханкутский» (укр. Тарханкутський) или «Прекра́сная га́вань» (укр. Чарівна гавань, крымскотат. «Dülber liman» milliy tabiat parkı, «Дюльбер лиман» миллий табиат паркы) — природный парк площадью 10 900 га, расположенный на территории Черноморского района (Крым). В Российской Федерации, контролирующей спорную территорию Крыма, имеет статус природного парка Республики Крым регионального значения, на Украине — национального природного парка.

## История
Согласно решению Верховного Совета АРК, в 1994 году в Черноморском районе было зарезервировано 2 тыс. га земли для создания Тарханкутского природного заповедника.
Природный парк Прекрасная гавань был создан 11 декабря 2009 года согласно Указу Президента Украины Виктора Ющенко с целью сохранения, воссоздания и рационального использования типичных и уникальных степных и приморских природных комплексов и объектов северо-западного побережья Чёрного моря, имеющих важное природоохранное, научное, эстетическое, рекреационное и оздоровительное значение.
Вследствие безразличия местных властей и контролирующих органов АРК дело расширения деятельности национального парка с момента выхода указа не сдвинулось с мёртвой точки. Заповедные территории были подвергнуты негативному влиянию: в урочище «Атлеш» был построен собственнический комплекс для предоставления системы туристических услуг и стационарной рекреации.
Совет министров Крыма разрешил национальному природному парку заказать разработку проекта землеустройства по организации и установлению границ. Вплоть до 2011 года границы НПП не были вынесены в натуре, из-за отсутствия надлежащего финансирования.
В связи в присоединением Крыма к России, был утверждён проект распоряжения правительства Российской Федерации от 06.05.2014 «О передаче в ведение Минприроды России особо охраняемых природных территорий федерального значения, расположенных в Республике Крым и городе федерального значения Севастополе», где природный парк именуется как Чаривна гавань.
Тарханкутский национальный природный парк был создан Положением о государственном бюджетном учреждении Республики Крым национальный природный парк Тарханкутский, утверждённый Приказом Государственного комитета по лесному и охотничьему хозяйству Республики Крым от 18 декабря 2014 года №158 и председателем Госкомлеса Крыма. Парк был основан путём реорганизации существующего национального природного парка Прекрасная гавань. Границы парка были вынесены в натуре и установлен ряд информационных знаков (щитов).

## Описание
В состав национального природного парка включено 10 900 га земель, в том числе 6 150 га земель госсобственности (запас), которые предоставляются национальному парку в постоянное пользование и 4 750 га земель, что входят в состав парка без изъятия.
Парк расположен на западной оконечности Тарханкутского полуострова на территории Оленевского и Окунёвского сельсоветов Черноморского района. Парк состоит из двух участков: северный (севернее Оленевки и Красносельского) и южный (южнее Оленевки и Красносельского). Парк представлен преимущественно степными участками Тарханкутской возвышенности, а также балками (Белая, Кастель, Терновая), которые врезаются в возвышенность. Территория парка огибает практически полностью все западное побережье за исключением других объектов природно-заповедного фонда; Рыбацкого, Большого Яра, Прибойного и Оленевки; озёр Лиман, Большой и Малый Кипчак, невключённых в состав.
На территории парка установлен дифференцированный режим особой охраны и выделено 5 зон: заповедная зона, особо охраняемая зона, рекреационная зона, зона охраны объектов культурного наследия (памятников истории и культуры), зона хозяйственного назначения.
К северному участку у береговой линии примыкает Джангульское оползневое побережье (площадь 100 га). Заповедное урочище «Балка Большой Кастель» (на западе северного участка; площадь 20 га) и ландшафтно-рекреационный парк (урочище) «Атлеш» (на юге южного участка; площадь 260 га) расположены в границах парка. К Джангульскому заказнику примыкает гидрологический памятник природы «Прибрежный аквальный комплекс возле Джангульского оползневого побережья» (площадь 180 га).
Посещение и достопримечательностиː
В парке есть 5 маршрутов для экотуризма (посещение экологической тропы платноеː для взрослых 90 р.), два велосипедных и три пеших экскурсионных маршрута. На территории парка есть специальные места отдыха дикого туризма, например в балке Большой Кастель и урочище Атлеш. Стоянка в палаточном лагере Большой Кастель платная: 55 р. чел/сутки. Атлеш является популярным местом для дайвинга, Караджинская бухта и озеро Лиман — виндсерфинга и кайтсерфинга. На территории парка есть несколько археологических памятниковː стоянка времён энеолита в Большом Атлеше, множество скифских поселений и курганов, античные греческие поселения: усадьба Большой Кастель (№ 3017) и в урочище Джангуль.
Ближайшие населённые пункты: Оленевка, Маяк и Красносельское, а также Калиновка и Марьино, город — Евпатория.

Пейзажи
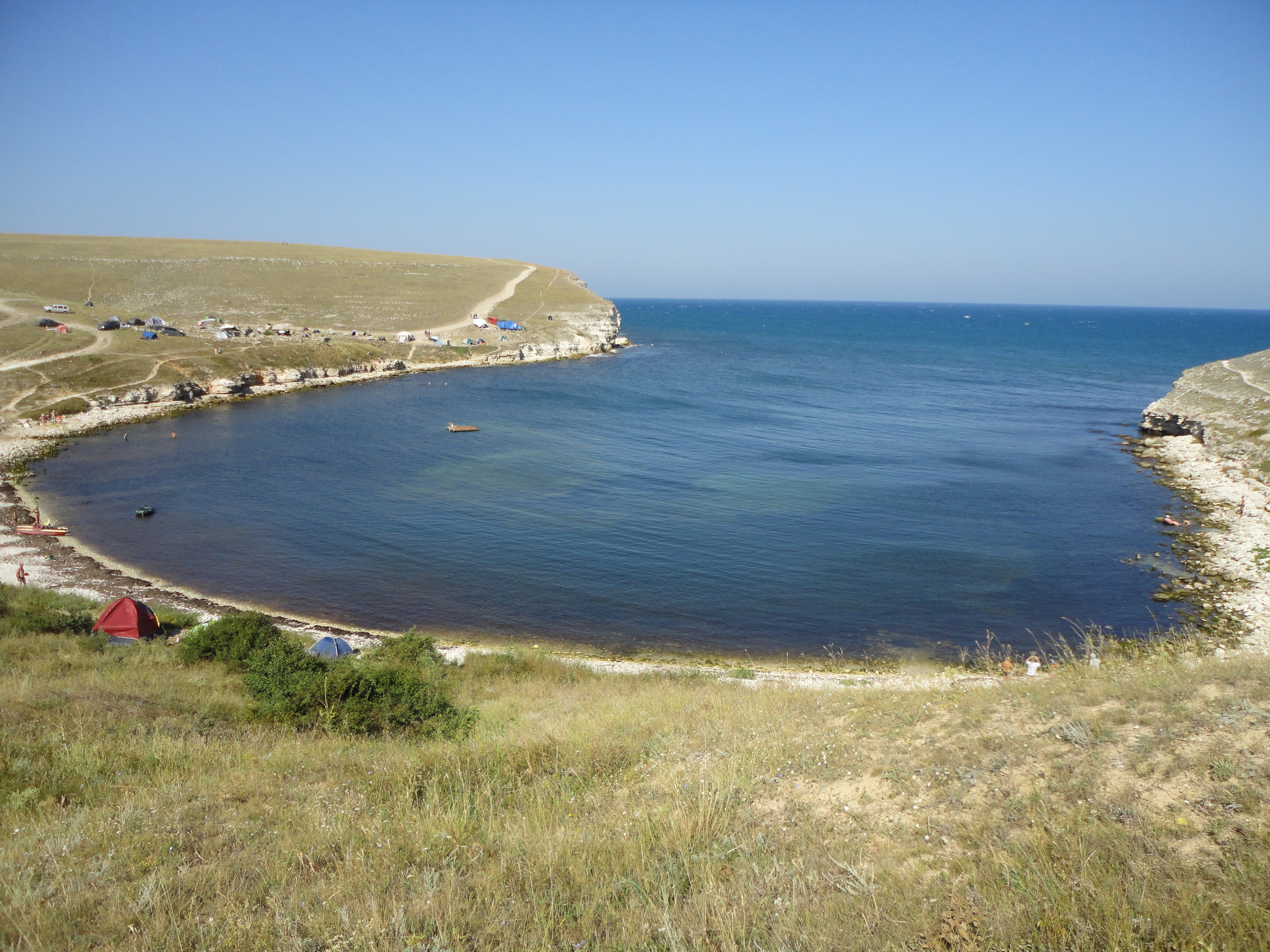
бухта у балки Большой Кастель
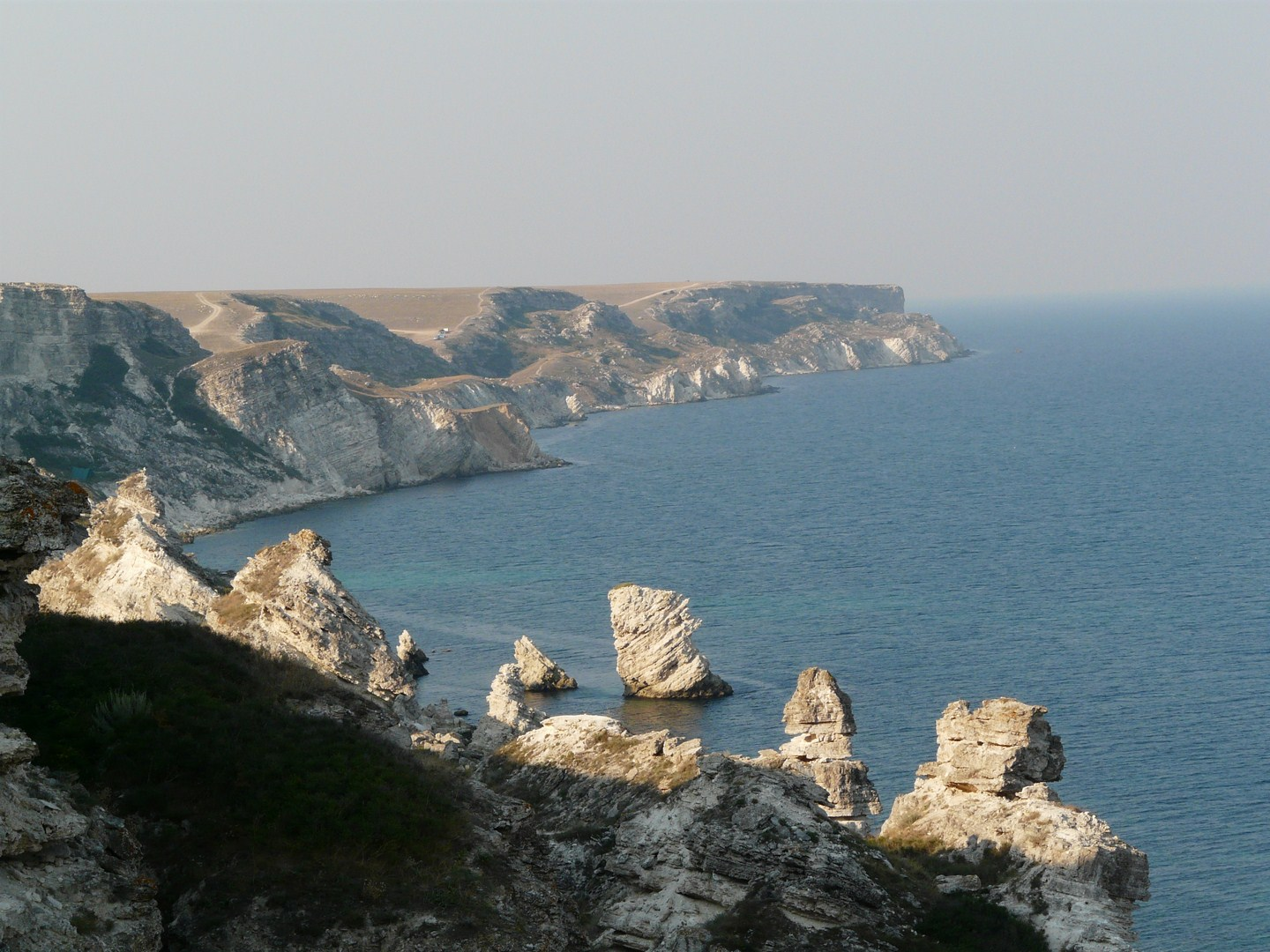
Джангульское побережье
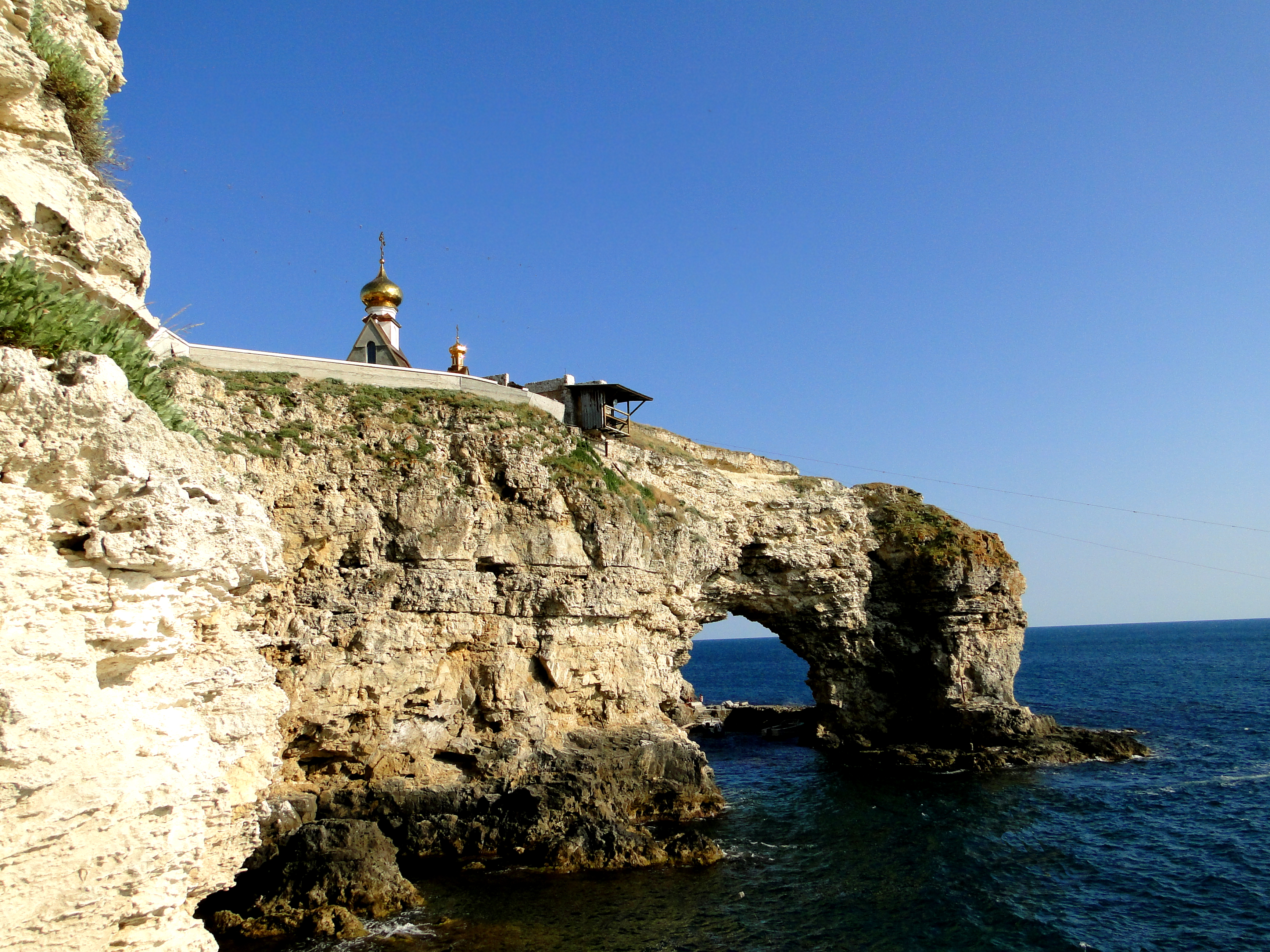
побережье Атлеша
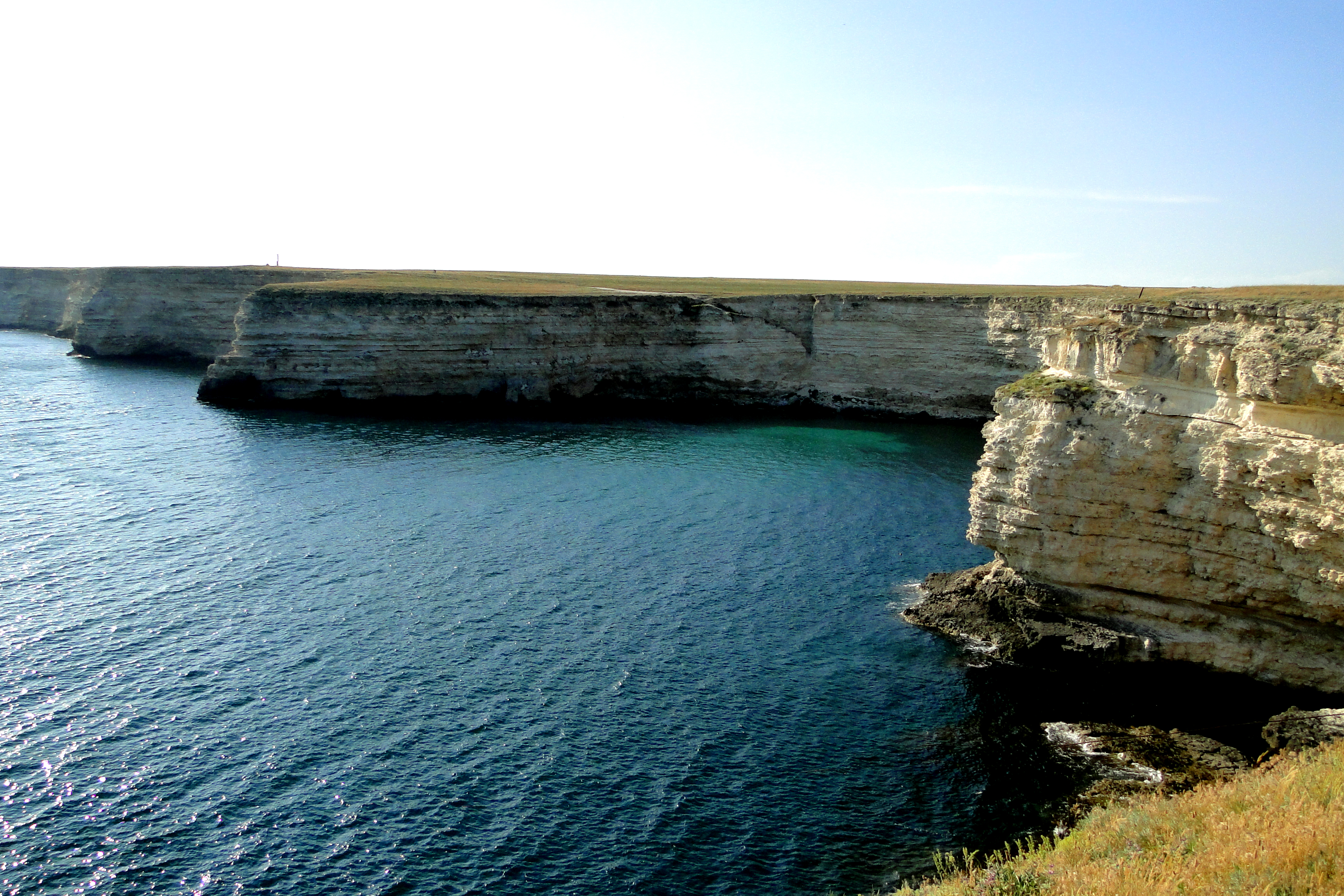
побережье Атлеша

## Природа
Доминирующим типом растительности являются настоящие дерново-злаковые бедно-разнотравные степи. Также встречаются фрагменты каменистых опустыненных и кустарниковых степей. В устьевых частях балок присутствуют участки луговой растительности, а на песчаных пересыпях, отделяющих озёра от моря, — псамофильной. На территории парка произрастает 11 крымских эндемиков, например полынь Дзевановского (Artemisia dzevanovskyi), лук тарханкутский (Allium tarkhankuticum). Виды, занесённые в Красную книгу Украины: спаржа Палласа (Asparagus brachyphyllus Turcz.), астрагал тарханкутский (Astragalus tarchankuticus Boriss.), ковыль Браунера (Stipa brauneri), ковыль волосовидный (Stípa capilláta), бурачок Борзы (Alyssum borzaeanum Nyár.) и прочие. Степные группирования представленные полынью занесены в Зелёную книгу Украины. Уязвимые видыː тюльпан двуцветковый (Tulipa biflora Pall.), безвременник анкарский (Colchicum ancyrense B.L.Burtt).
Степные участки являются местом существования степной фауны. Здесь встречается 70 видов животных. Степной травостой — место селения более 20 насекомых, занесённых в Красную книгу Украины. Среди пресмыкающихся тут распространены полоз и степная гадюка; птиц: дрофы и степные журавли, чубатые бакланы (занесены в КНУ). Прибрежные комплексы являются местом гнездования множества птиц. Исчезающие виды, занесённые в Красную книгуː каменный краб (Eriphia verrucosa Forskall), зорька Эвфема (Zegris eupheme), сатир железный (Hipparchia statilinus), шмелевидка хорватская (Hemaris croatica), бражник южный молочайный (Hyles nicaea), стиз двухточечный (Stizus bipunctatus), андрена большая (Andrena (Melandrena) magna Warncke), пчела каменщик (Megachile (Chalicodoma) lefebvrei Lepeletier), пчела плотник (Xylocopa (Xylocopa) valga Gerstaecker), пчела-плотник фиолетовый (Xylocopa (Xylocopa) violacea), онихоптерохейлюс Палласа (Onychopterocheilus pallasii).
В вольерном комплексе, площадью 100 га, в балке Большой Кастель, обитают туркменский кулан (подвид кулана, Equus hemionus onager) и сайгак (Saiga tatarica). Здесь находится в рамках проекта по восстановлению деградированных степных участков естественным путём с помощью диких степных животных (копытных).
До 1950-х годов Тарханкут был одним из немногих мест размножения тюленя-монаха.